# Franc Lobnik
Franc Lobnik, slovenski pedolog, * 17. december 1942, Dobrava, Slovenske Konjice.
Lobnik je /trenutno/?-?/ predsednik Sveta za varstvo okolja Republike Slovenije in profesor na Biotehnični fakulteti v Ljubljani.

## Odlikovanja in nagrade
Leta 1997 je prejel častni znak svobode Republike Slovenije z naslednjo utemeljitvijo: »ob 50 letnici Biotehniške fakultete za zasluge pri strokovnem, pedagoškem organizacijskem in znanstveno raziskovalnem delu«.
Franc Lobnik je leta 2005 prejel Jesenkovo nagrado, 2011 pa je postal zaslužni profesor Univerze v Ljubljani na predlog Biotehniške fakultete.